# Assedio di Charleston
L'assedio di Charleston fu una grande battaglia combattuta tra il 29 marzo e il 12 maggio 1780 durante la guerra d'indipendenza americana nell'omonima città nella Carolina del Sud. I britannici, in seguito al crollo della loro strategia settentrionale e al ritiro da Filadelfia, spostarono la loro attenzione sulle colonie americane meridionali.
Dopo circa sei settimane d'assedio il generale dell'Esercito continentale Benjamin Lincoln, comandante della guarnigione di Charleston, consegnò le sue forze ai britannici del generale Henry Clinton, causando una delle peggiori sconfitte militari americane di tutta la guerra.
 Tuttavia nonostante questo, grazie al generale in capo George Washington, e al massiccio supporto francese ai ribelli americani, furono vanificati i piani della Madrepatria inglese di un crollo totale delle forze nemiche nelle colonie meridionali.

## Contesto strategico
Alla fine del 1779 due importanti sforzi strategici britannici avevano fallito. Un esercito che invadeva il Québec sotto John Burgoyne si era arreso agli americani sotto Horatio Gates alla Battaglia di Saratoga, costringendo il Regno di Francia e il Regno di Spagna a dichiarare guerra alla Gran Bretagna a sostegno degli americani. Nel frattempo uno sforzo strategico guidato da William Howe per conquistare la capitale rivoluzionaria di Filadelfia aveva avuto uno scarso successo. Dopo aver sostituito il suo superiore come comandante in capo della stazione americana, Henry Clinton ritirò tutte le sue forze a New York per rafforzare la città contro un possibile attacco franco-americano.
Stimolato dalla strategia Fabian adottata da George Washington e, sotto crescente pressione politica per ottenere la vittoria, i britannici fecero ricorso alla loro Strategia del Sud per costringere gli americani alla capitolazione. I britannici erano persuasi che ci fosse un forte sentimento lealista nel sud. Ci si aspettava che questi lealisti si sarebbero ribellati in gran numero contro i patrioti americani. La mossa britannica iniziale fu la conquista di Savannah in Georgia nel dicembre del 1778. Dopo aver respinto un assalto a Savannah da parte di una forza franco-americana nell'ottobre del 1779, i britannici pianificarono di conquistare Charleston, nella Carolina del Sud, con l'intenzione di utilizzare la città come base per ulteriori operazioni nelle colonie meridionali.
Henry Clinton evacuò Newport, in Rhode Island nell'ottobre del 1779 e lasciò la consistente guarnigione di New York sotto il comando di Wilhelm von Knyphausen. A dicembre, il giorno dopo Natale del 1779, Clinton e il suo secondo in comando, Charles Cornwallis, salparono verso sud con 8500 soldati e 5000 marinai su 90 navi e 14 navi da guerra. Dopo un viaggio molto burrascoso, la flotta si ancorò nel fiume Savannah il 1º febbraio 1780. Il 12 febbraio Clinton aveva atterrato il suo esercito a 30 miglia a sud di Charleston su Simmons Island. Entro il 24 febbraio, i britannici avevano attraversato il fiume Stono su James Island e il 10 marzo Lord Cornwallis era arrivato sulla terraferma. Entro il 22 marzo erano avanzati a Middleton Place e Drayton Hall e il 29 marzo attraversarono il fiume Ashley.

## L'assedio
Tagliando la città dai rilievi, Clinton iniziò l'assedio il 1º aprile a 800 metri dalle fortificazioni americane situate nell'odierna Marion Square. Whipple, decidendo che la bocca del fiume era indifendibile, finì per affondare la sua flotta alla foce del fiume Cooper. Poi Arbuthnot l'8 aprile portò le sue 14 navi in salvo nel porto, oltre i ruggenti cannoni di Fort Moultrie, lo stesso giorno in cui Woodford arrivò con 750 Continentali della Virginia.
Al fine di consolidare il controllo britannico nell'area circostante, Clinton inviò Banastre Tarleton e Patrick Ferguson a catturare Monck's Corner il 14 aprile. Il 18 il tenente colonnello Francis Rawdon arrivò con 2500 uomini, tra cui il 42° Highlander, il reggimento assiano von Ditfurth, i Queen's Rangers, i volontari americani del Principe del Galles e i Volontari d'Irlanda. Charleston fu quindi completamente circondata.
Il governatore John Rutledge fuggì il 13 aprile prima che Cornwallis attraversasse il fiume Cooper e si unisse a Webster per bloccare la fuga dalla riva sinistra. Il 21 aprile Lincoln chiese una resa con "Onore delle armi", che fu respinta da Clinton. Il 25 aprile i civili guidati da Christopher Gadsden impedirono qualsiasi azione da parte di Clinton nel ritiro dei reggimenti continentali. Il 6 maggio Tarleton vinse un altro ingaggio nella Battaglia di Lenud's Ferry, mentre le opere d'assedio britanniche erano avanzate abbastanza lontano verso le fortificazioni di Charleston per prosciugare il canale di fronte.
Il 7 maggio Fort Moultrie si arrese senza combattere. L'8 maggio Clinton chiese la resa incondizionata di Lincoln, ma questi tentò nuovamente di negoziare gli onori di guerra. L'11 maggio Gadsden e altri cittadini chiesero a Lincoln di arrendersi. Durante lo stesso giorno i britannici spararono proiettili incendiari sulla città, incendiando diverse case: Lincoln fu così costretto a chiedere una tregua per negoziare i termini di resa. Il 12 maggio il generale cedette formalmente 3371 uomini ai britannici.
Quando la notizia arrivò in tutta la Carolina del Sud le truppe americane che occupavano Ninety Six e Camden si arresero ai britannici.

## Conseguenze
I carcerieri della prigione attesero la maggior parte dei 2571 prigionieri continentali mentre la libertà provvisoria fu concessa alle milizie e ai civili che promisero di non riprendere le armi. Tuttavia questo significava anche che non esisteva più un esercito americano del sud.
I britannici catturarono circa 5266 prigionieri, 311 pezzi di artiglieria, 9178 colpi di artiglieria, 5916 moschetti, 33 000 colpi di munizioni, 15 colori reggimentali, 49 navi e 120 barche più 376 barili di farina e grandi riserve di rum, riso e indaco. In seguito alla resa l'artiglieria catturata fu portata in una polveriera. Un ufficiale dell'Assia avvertì che alcune delle armi potevano ancora essere caricate, ma fu ignorato. Uno sparò prematuramente, facendo detonare 180 barili di polvere, scaricando ulteriormente 500 moschetti nella riserva. Nell'incidente morirono circa 200 persone e distrusse sei caserme. I prigionieri dell'assedio furono trasferiti in diverse località, fra cui i negozi della prigione, la vecchia caserma dove oggi si trova il College di Charleston e l'Old Exchange and Provost "Dungeon".
La sconfitta fu un duro colpo per la causa americana. Fu la più grande resa di una forza americana sotto le armi fino alla resa del 1862 delle truppe dell'Unione durante la Campagna di Antietam durante la Guerra di secessione americana. La resa non lasciò alcun esercito consistente nel Sud e le colonie rimasero espose a un diretto attacco britannico. Essi consolidarono la loro conquista e distrussero le rimanenti truppe dell'Esercito Continentale della Carolina del Sud nella Battaglia di Waxhaws del 29 maggio.
Durante la loro consegna alle forze americane venne negato l'onore delle armi, portando il generale George Washington a negare lo stesso trattamento ai britannici durante la loro resa nel futuro Assedio di Yorktown, con Washington che disse: "All'Armata della Resa saranno concessi gli stessi onori che furono concessi alla Guarnigione di Charles Town".
Il 5 giugno Clinton tornò a New York, credendo la sua presenza necessaria per difendersi da un eventuale attacco franco-americano e lasciando il comando del teatro meridionale a Cornwallis con l'ordine di reprimere la rivolta nella Carolina del Nord. Sebbene il vantaggio dopo la resa di Charleston fosse consistente, ben presto i britannici sbagliarono strategia. Non ci fu alcuna rivolta popolare dei lealisti, cosa che era stata assicurata al comando britannico che invece sarebbe avvenuta e ciò rese difficile il controllo della campagna. Invece la resistenza in Carolina del Sud degenerò in un periodo di caotica guerriglia nelle aree periferiche.